# Peroz I. Kušanšah
Peroz I. Kušanšah (baktrijsko Πιρωςο Κοϸανο ϸαηο) je bil od leta 245 do 275 kušanšah (kralj) Kušano-Sasanidskega kraljestva, * ni znano, † 275.
Na prestolu je nasledil Ardaširja I. Kušanšaha.  Bil je energičen vladar in v Balhu,  Heratu in Gandari koval svoj denar. Med njegovim vladanjem se je Kušano-Sasanidsko cesarstvo razširilo še bolj proti zahodu in potisnilo oslabljeno Kušansko cesarstvo v Mathuro v severni Indiji. 
Peroza I. je po smrti leta 275 nasledil Hormizd I. Kušanšah.

## Ime
Peroz je srednjeperzijsko ime, ki pomeni zmagovit ali zmagoslaven. Bil je prvi vladar v Sasanidski dinastiji s tem imenom.  Naslednji Peroz je bil sasanidski vladar Peroz I., ki je vladal od leta 459 do 484.

## Vladanje
Kušano-Sasanidi je zgodovinopisni naziv, ki ga sodobni znanstveniki uporabljajo za dinastijo vladarjev, ki je izpodrinila vladarje Kušanskega cesarstva v Baktriji in kasneje tudi v Kabulistanu in Gandari. Po mnenju sodobnega zgodovinarja Hodadada Rezahanija je bila dinastija mlajša veja Sasanidske dinastije, morda potomka enega od sasanidskih kraljev kraljev. Dinastijo je ustanovil Ardašir I. Kušanšah (vladal 230–245), ko ga je na ta položaj imenoval sasanidski kralj kraljev Ardašir I. (vladal 224–242). Kušano-Sasanidi so naslov kušanšah (kralj Kušana) prevzeli od svojih predhodnikov, da bi pokazali kontinuiteto oblasti. Peroz I. je postal kušanšah leta 245.

### Kovanci v sasanidskem slogu
Peroz se je na svojih kovancih naslavljal "veliki kralj Kušana" in "častilec Mazde", tako kot njegov predhodnik Ardašir I. Kušanšah. Na nekaj redkih "investiturnih" kovancih, kovanih v Heratu (HLYDY), je na prednji strani napis v pahlaviju, ki se bere  "mzdztn bgy pylwcy rb’ kwš’n mdw’" – "gospod Peroz, veliki šah Kušana, častilec Mazde". Na reverzu sta upodobljena Peroz in boginja Anahita. Peroz drži investiturni venec, Anahita pa investiturni venec in žezlo.

### Kovanci v kušanskem slogu
Peroz je bil prvi kušanšah, ki je koval denar, zelo podoben denarju kušanskih cesarjev, zlasti Vasudeve I. Denar so najpogosteje kovali v Balhu v Baktriji severno od Hindukuša.
Na obverzu kovancev je bil upodobljen on sam pred oltarjem in mečem v desni roki. Dodanih je več simbolov: trizob nad oltarjem, svastika med njegovima nogama in brahmanska črka pi.
Na reverzu je bil namesto zaratustrskih božanstev Mitre ali Anahite  upodobljen kušanski bog Oešo z atributi indijskega boga Šive, ki stoji pred bikom Nandijem in drži trizob in diadem. Napis "Oešo" je bil zamenjan z napisom  "οορςοανδο ιαςοδο" ali  "BΟPZAΟANΔΟ IAZAΔΟ" -  "vzvišeni bog".
Peroz je koval denar tudi Gandari in Begramu in zelo verjetno v Pešavarju. Približno  v tistem času so začeli Kušano-Sasanidi izganjati Kušane iz Gandare v Tathuro v severni Indiji, kjer so pod kralji in lokalnimi knezi izgubili svojo moč. Peroz je postal prvi kušano-sasanidski vladar, ki je koval denar južno od Hindukuša. Znan je tudi po tem, da je prekoval več kovancev kralja Kaniške II.

### Napis na Kaba-je Zartošt
Med vladanjem Peroza I. Kušanšaha je sasanidski kralj kraljev Šapur I. (vladal 240–270) okoli leta 262 vklesal svoj napis na Kaba-je Zartošt. Na napisu je sam sebe razglasil za suverena več regij, med njimi tudi kušano-sasanidske:
... jaz, gospodar, častilec Mazde, Šapur, kralj kraljev Irana in Anirana … (jaz) sem gospodar Irana (Ērānšahr) in posedujem ozemlje Parsa, Partije… Hindustana, posesti Kušana do meja Pešavarja in Kaša, Sogdijo in Čečestan ...
Po Rezakhanijevem mnenju so bili Kušano-Sasanidi premočni, da bi bili zgolj sasanidski guvernerji. Po mnenju zgodovinarja Richarda Paynea so vladali iz Balha v imenu sasanidskih kraljev kraljev.
Peroza I. Kušanšaha je leta 255 nasledil Hormizd I. Kušanšah, sin kralja kraljev Bahrama I. (vladal  275–300).

## Opombi
1. ↑  Podoben napis je na kovancu Ardaširja I. Kušanšaha, ki se bere "mzdysn bgy arthštr RBA kwšan MLK" – "gospod Ardašir, veliki kralj Kušana, častilec Mazde".[10]
2. ↑  Napis na Perozovem kovancu se lahko prečrkuje tudi kot "Mazdesn bage Pérôze vazurg Kūsán Šáh" – "gospod Peroz, veliki kralj Kušana, častilec Mazde".[11]